# أبو حصيرة
يعقوب أبو حصيرة (1805 ـ 1880) هو يعقوب بن مسعود حاخام يهودي من أصل مغربي، عاش في القرن التاسع عشر، ينتمي إلى عائلة يهودية كبيرة اسمها عائلة الباز هاجر بعض أفرادها إلى مصر ودول أخرى وبقي بعضهم في المغرب على مر العصور، ويعتقد عدد من اليهود أنه شخصية «مباركة». ويقام له مقام يهودي في قرية «دميتوه» في محافظة البحيرة الحالية شمال غرب القاهرة في مصر وقد أوقفت له زيارات ضريحه.
ولد يعقوب بن مسعود «أبو حصيرة» في جنوب المغرب، حيث تذكر رواية شعبية يهودية أنه غادر المغرب لزيارة أماكن مقدسة في فلسطين إلا أن سفينته غرقت في البحر، وظل متعلقا بحصيرة قادته إلى سوريا ثم توجه منها إلى فلسطين وبعد زيارتها غادرها متوجها إلى المغرب عبر مصر وتحديدا إلى دميتوه في دمنهور ليدفن في القرية في 1880 بعد أن أوصى بدفنه هناك.

## مُولِد أبو حصيرة
كان يُقام مولد أبو حصيرة في الفترة بين 26 ديسمبر و 2 يناير من كل عام في معبد يهودي في قرية ديمتيوه بمحافظة البحيرة شمال القاهرة. وكان يحجّ إليه آلاف اليهود خصوصا من المغرب وفرنسا وإسرائيل.
والثابت تاريخياً أن الطائفة اليهودية المصرية كانت تحتفل بهذا المولد قبل العام 1945.[بحاجة لمصدر] تم الاتفاق على تحويل المقبرة إلى ضريح بقرار من وزير الثقافة الأسبق في يناير 2001 وبموافقة مديرية البحيرة عام 2001، وتم تسجيله مع المقابر اليهودية حوله ضمن الآثار اليهودية كموقع ديني في هيئة الآثار المصرية. حصلت عمليات شراء أراضي مشبوهة حول المقبرة لإقامة الضريح وتشييد سور حوله، وجمعت التبرعات من أثرياء يهود. وبعد توقيع معاهدة كامب ديفيد للسلام بين مصر و«إسرائيل» عام 1979 طالب اليهود بتنظيم رحلات رسمية للاحتفال بالمولد الذي يستمر أسبوعا. وتم السماح لليهود المحتفلين بالمولد بزيارة الضريح بشكل سنوي وبتنسيق مع سلطات الأمن المصرية. ولكن القضاء الإداري في مصر قام بتاريخ 29/12/2014 بإلغاء مولد أبو حصيرة نهائيا وعدم اعتباره أثرا تاريخيا بل إنسانياً وإلغائه من سجل الآثار. وألزم القرار كذلك الإبلاغ بشطبه من اللجنة الدولية الحكومية ولجنة التراث العالمي بمنظمة اليونسكو. أثار هذا القرار غبطة الشعب المصري الذي أقام احتفالات وهتف الشعب مندداً بإسرائيل وأعلنت بعض الأحزاب السياسية ترحيبها بالقرار. وصرّحت إسرائيل من خلال المتحدث الرسمي باسم وزارة الخارجية إيمانويل نحشون إن المكتب يدرس حيثيات القرار وأنهم يعتزمون مناقشته مع السلطات المصرية للتأكيد على حرية العبادة. وفي سبتمبر 2020 أيدت المحكمة الإدارية العليا منع إقامة الاحتفال وأمرت المحكمة بشطب الضريح المدفون فيه الحاخام من قائمة الآثار الإسلامية والقبطية، كما رفضت طلبا بنقل رفاته إلى إسرائيل ليصبح الحكم السابق باتا ونهائيا لا يجوز الطعن عليه.

## طقوس الاحتفالات
يتم فيها تأدية طقوس دينية يهودية مع تناول الفاكهة المجففة وزبدة وفطيرة، وإسلوب الاحتفال يشمل الجلوس عند المقبرة والبكاء وتلاوة أدعية دينية يهودية وذبح الأضحيات عند الضريح وذلك حسب الشريعة اليهودية. رفضت جهات وتيارات في مصر من بينها نواب من البرلمان المصري إقامة مولد أبو حصيرة سنويا في القرية. واعتُبِر ضريح أبو حصيرة بما فيه القبر والتل المقام عليه الذي أُقيم عام 1880 حاليا، من بين الآثار اليهودية في مصر وسُجِّل كأثر ديني في هيئة الآثار المصرية التابعة وزارة الثقافة المصرية، ليخضع لقانون حماية الآثار رقم 117 لسنة 1983، حيث تم التعامل معه كأثر مصري.
تبيّن لاحقا أن الأرض لا تزال ملك للدولة أثناء نظر المحكمة الإدارية بالإسكندرية للقضية المرفوعة عام 2001 والتي حُكم فيها بإلغاء الاحتفال ومنع اليهود من إقامة الاحتفال، وتم تأييد الحكم عام 2004 من المحكمة الإدارية العليا بالاسكندرية وإلغاء قرار وزير الثقافة الأسبق فاروق حسني بضم المقبرة للآثار وعدم اعتباره أثراً بل مقابر عامة كانت مقامة لليهود مثل مقابر الصدقة للمسلمين والمقابر العامة للمسيحين وبعد خروج اليهود من مصر بعد ثورة يوليو لم تعد تستخدم. قدّم محامي القضية مصطفى رسلان وثيقة أثبت فيها أن أبو حصيرة هو رجل مسلم واسمه محمد بن يوسف وينتهي نسبه إلى طارق بن زياد. واقترح المحامي نقل رفاة أبو حصيرة إلى الكيان الصهيوني بعدما صار مسمار جحا الذي يتذرّع به اليهود لدخول مصر وسيناء.

## في التلفزيون
أنتج مسلسل قضية صفية وعُرِض في رمضان 2010 ليعالج قضايا الفساد وتورط شخصيات عامة وأجانب ورجال أعمال ومحاميين كوسطاء في عمليات الاستيلاء على الأراضي الزراعية لبناء منتجعات لاستقبال اليهود في احتفالات أبو حصيرة.

## وصلات خارجية
- المحكمة الإدارية المصرية تؤيد إلغاء احتفال «أبوحصيرة»، إخوان أون لاين، 6 يناير 2004
- فيديو يظهر طريقة احتفالات اليهود بالمولد ويروى تفاصيل وحقائق لأول مرة

http://www.youtube.com/watch?v=vYc_Zp8eDws